# Подорожі пана Ляпки
«Подорожі пана Ляпки» (пол. Podróże Pana Kleksa) — польсько-радянський дитячий фільм-казка, знятий за мотивами творів польського письменника Яна Бжехви про пригоди чарівника Амброзія Ляпки.

## Сюжет
Перша частина — «Посланці казки». Хлопчик Петрек, що не може ходити, нудиться в лікарні. Несподівано в його палаті з'являється пан Ляпка. Він каже, що колись зустрічав схожого хлопчика, що почувався самотнім і невдахою, але переборов усі проблеми. Ляпка розповідає Петреку що сталося після того як він втратив свою Академію (фільм «Академія пана Ляпки»).
Володар роботів Великий Електронік зі своєю армією захопив Острів Винахідників. Роботи прагнуть викорінити всі почуття, Великий Електронік оголошує, що весь світ коритиметься їм. Винахідників він бере в полон і примушує працювати на себе. Помічник Електроніка, полковник Алоїз Бомбель, що раніше допомагав заздрісному конструкторові роботів Філіпу, вирушає за його завданням в Королівство Казок.
Тим часом у Королівстві Казок відбувається конкурс. Для записів нових казок там необхідні чарівні чорнила, котрі Електронік задумав знищити. Тоді казки зникнуть, люди втратять фантазію і Електронік підкорить їх волі машин. Бомбель за допомогою зрадника Боніфація знищує родовища чорнил, але королівський посланець, закоханий у принцесу, прагне допомогти батькові коханої і розповідає, що лиху може зарадити пан Ляпка. Проте ніхто не знає де пан Ляпка перебуває і тільки міністр інформації підказує, що Ляпка гостює у Тибеті у свого вчителя, лікаря Пай-Хі-Во. Посланець вирушає туди, в гірський монастир.
Ляпка отримує лист від посланця і погоджується допомогти. Пай-Хі-Во зі своїми учнями співають закляття, що переносить його в Королівство Казок. Король Аполлінарій доручає добути хоча б бочку чорнил. Ляпка просить для цього корабель з капітаном Кватерно. («Цей капітан справжній чоловік — непитущий, не палить, одну лишень слабкість має — шоколад любить!») Та на борт під виглядом матроса проникає Боніфіцій.
Під час подорожі Боніфацій псує компас, але пан Ляпка використовує замість нього власну бороду. Згодом корабель стикається з броненосцем Бомбеля. Той хоче потопити судно, але Ляпка при допомозі юнги Петрека створює туман і перетворює корабель на підводний човен. Бомбель думає, що той потонув. На дні моря пан Ляпка знаходить родовище чорнил. Поки команда відвідує прийом підводної королеви, Боніфацій псує чорнила. Ляпка однак знає ще одне місце, де їх можна знайти — Острів Винахідників. Королева, закохана у капітана, така ж любителька смачного шоколаду, дає для цього свій батискаф.
Друга частина — «Острів Винахідників». Бомбель повертається на Острів Винахідників і доповідає Великому Електроніку, що потопив корабель пана Ляпки. Електронік каже, що той живий, але Бонфіацій все ще з командою. Батискаф виносить на берег в Аптекарії. Місцеві жителі розповідають, що винайшли ліки для омолодження. Король Аптекарії Пілюль II показує й інші винаходи, серед яких виявляються чорнила. Але він зауважує, що це відвар, лише схожий на чорнила, яким не можна писати.
Петрек бачить як Боніфацій говорить з Бомбелем. Зрадник ловить юнгу та присипляє його і відправляє до Електроніка. Володар вимагає видати закляття Пай-Хі-Во, з яким його армія зможе завоювати весь світ. Тим часом король показує панові Ляпці де на його острові переховується головний винахідник Гроссмеханік. Роздумуючи як подолати Електроніка, пан Ляпка звертається до статуї Пілюля I, засновника королівства (ним є Пай-Хі-Во, що помер через кілька днів після початку експедиції), і отримує від неї чарівні макарони. Він позичає в Гроссмеханіка літак і відлітає на Острів Винахідників.
Електронік посилає роботів схопити пана Ляпку, але той закидує їх макаронами, що збільшуються в повітрі. Новий робот 13-го покоління готується допитати Петрека, але в нього сідає батарея і робот вирушає на підзарядку. Петрек користується нагодою, тікає і спалює робота. На допомогу прибуває команда корабля і звільняє полонених винахідників. Пан Ляпка знищує головний комп'ютер острова за допомогою закляття Пай-Хі-Во та подарованого доктором талісмана-енергетичної кулі, тоді Електронік сідає в ракету й тікає.
Ляпка каже Боніфацію, що той заслуговує покарання, але він дає йому шанс виправитись. Ляпка бризкає Боніфація ліками для омолодження і той перетворюється на дитину. Бомбеля ж він відправляє зібрати все чорнило, що розлилось через нього. Один з винахідників каже Ляпці, що на Острові вже давно не вживають чорнил, закладаючи інформацію у комп'ютери, але у подяку дарує Ляпці карту родовищ чорнила. Повернувшись у Королівство Казок, пан Ляпка каже королю, що нове родовище чорнил знаходиться прямо перед палацом.
Прокинувшись у лікарні, Петрек думає, що все це було сном. Але поряд він знаходить енергетичну кулю пана Ляпки і розуміє, що видужав — закляття повернуло хлопчикові здатність ходити і бігати.

## В ролях
- Петро Фрончевський — професор Ляпка (озвучує Артем Карапетян) / вокал
- Малгожата Островська — морська королева Аба (озвучує Ольга Гаспарова)[2]
- Генрік Биста — Великий Електронік (озвучує Дмитро Матвєєв)
- Збігнев Бучковський — полковник Алоізій Бомбель, колишній помічник цирульника Філіпа (озвучує Володимир Шаїнський)
- Георгій Віцин — Аполлінарій Бай, король Королівства Казок
- Ірина Губанова — королева Банялука
- Лєна Морозова — принцеса Резеда
- Єжи Боньчак — зрадник Боніфацій (озвучує Ігор Ясулович)
- Мартін Бараньский — Петрек
- Веслав Михниковський — доктор Пай-Хі-Во
- Владислав Ковальський — Гроссмеханік, президент Острова Винахідників
- Володимир Федоров — міністр інформації
- Леон Нємчик — Філіп, робот 13-го покоління (озвучує Олег Мокшанцев)
- Єжи Кришак — магістр Пілюль II, правитель Аптекарії (озвучує Вадим Захарченко)
- Микола Погодін — начальник палацової варти у Королівстві Казок
- Катажина Козак — дівчина
- Марія Квос-Моравська — фрейліна
- Міхал Аніол — капітан Кватерно (озвучує Володимир Антонік)
- Петро Грабовський — кок Фортелас (озвучує Вадим Андрєєв)
- Януш Ревиньський — боцман Банк (озвучує Олексій Сафонов)
- Маріан Глінка — Барнаба
- Ришард Дрегер — аптекар Прот (озвучує Юрій Маляров)
- Богуш Більовський — Таленс
- Ян Янковський — стражник
- Маріуш Забродзький — вокал
- Едіта Гепперт — вокал
- Лех Ордон — вокал
- Мечислав Чехович — голос короля Аполлінарія в польській версії / вокал

## Знімальна група
- Автор сценарію: Кшиштоф Градовський
- Режисер: Кшиштоф Градовський
- Оператор: Влодзімєж Глодек
- Звукооператор: Єжи Блашиньский
- Художники: Микола Терехов, Анджей Ковальчик, Пшемислав Левандовський
- Композитор: Анджей Кожиньский

## Технічні дані
- кольоровий, звуковий
- Дві серії: «Посланці казки» та «Острів винахідників»
- Прем'єра: у Польщі — 5 лютого 1986 року, в СРСР — в листопаді 1986 року.

Зйомки фільму проходили на території Вірменії (міжнародний аеропорт «Звартноц», вірменський язичницький храм Гарні), в Криму (Воронцовський палац в Алупці та Ластівчине гніздо), на Кавказі та в Болгарії.